# Євтушевський Володимир Якович
Володимир Якович Євтуше́вський (7 червня 1941, Дніпродзержинськ — 8 червня 2010, Київ) — український художник; член Спілки художників України з 1992 року.

## Біографія
Народився 7 червня 1941 року в місті Дніпродзержинську (нині місто Кам'янське Дніпропетровської області, Україна). 1959 року закінчив Дніпродзержинський металургійний технікум. Протягом 1962—1967 років навчався на факультеті живопису Київського художнього інституту, де був учнем Володимира Костецького, Олександра Сиротенка, Карпа Трохименка.
Протягом 1973—1983 років працював на Київському комбінаті монументально-декоративного мистецтва. Мешкав у Києві в будинку на вулиці Білогородській, № 4, квартира № 11. Помер у Києві 8 червня 2010 року. Похований у Києві на Байковому кладовищі[джерело не вказане 1945 днів].

## Творчість
Працював у галузях станкового живопису і станкової графіки (писав у жанрах портрета, пейзажу, анімалістики). Багато творів присвячені видатним діячам української культури та іноземцям, пов'язаним з Україною. Низку робіт виконав як художник-монументаліст у різних матеріалах і техніках (мозаїка, розпис темперою, вітраж, карбування, різьблення по дереву, гобелени), займався іконописом. Його твори поєднують реалістичні елементи зображення з абстраговано-декоративними. Серед робіт:
- «І буде син, і буде мати» (1956);
- «Пісня кобзаря» (1969);
- «Дмитро Яворницький» (1986);
- «Антуан де Сент-Екзюпері» (1987);
- «Ванґа» (1989);
- «На баштані Всесвіту» (1990);
- «Дмитро Вишневецький» (1991);
- «На тих рушниках — Україна моя» (1992);
- «Чумацький меридіан» (1993);
- «Автопортрет» (1993);
- «Сім'я музикантів (Михайло Баран із синами)» (1994);
- «Прогулянка» (1994, картон, темпера, олія)[2];
- «Сергій Бубка» (1995);
- триптих «Триєдність» (1997);
- «Патріарх Мстислав» (1998, оргаліт, авторська техніка);
- «Планета насильницької смерті (Чорний квадрат–2)» (2000);
- «Микола Бідняк» (2001);
- «Голод» (2001);
- «Анатолій Солов'яненко» (2007);
- «Панночка» (2007);
- «Микола Гоголь» (2007, оргаліт, авторська техніка);
- «Борис Олійник» (2008);
- «Джеймс Мейс і Україна» (2008);
- «Онука Лада (Груші)» (2008);
- «Теплинь» (2008);
- триптих «Де-Рібас» (2008);
- «У Київській лаврі» (2009);
- «Руслана Лоцман» (2009, полотно, авторська техніка);
- «Ліна Костенко» (2009);
- «Іван Мазепа» (2009).

З 1975 року брав участь в обласних, всеукраїнських, всесоюзних та міжнародних мистецьких виставках. Персональні виставки відбулися у Києві у 1987, 1999, 2000, 2003, 2006—2008 роках.
Малярські та графічні твори митця зберігаються в багатьох музеях та картинних галереях України (зокрема Національному музеї літератури України та Музеї гетьманства у Києві, Національному історико-етнографічному заповіднику «Переяслав», Яготинському історичному музеї, Яготинській картинній галереї, Музеї історії міста Кам'янського, Меморіальному будинку-музеї Дмитра Яворницького у Дніпрі), музеях Канади, Росії, Сполучених Штатів Америки, Швеції; у приватних колекціях України, Росії, Польщі, Чехії, Великої Британії. Монументальні роботи прикрашають інтер'єри Київського цирку, Білоцерківської дитячої бібліотеки, Житомирського залізничного вокзалу, комплексу молодіжного табору у Ворзелі.
Автор окремої статті в Енциклопедії сучасної України про Петра Кравченка.

## Відзнаки
- Подяка голови Залізничної РДА в м.Києві (1999)
- Подяка Київського міського голови (2001)[джерело не вказане 1945 днів];
- Почесна грамота Міністерства культури та мистецтв України (2003)[6].